# Hussein Jebur
Hussein Jebur (ur. 1 marca 1976 w Bagdadzie) – iracki wioślarz, reprezentant Iraku w wioślarskiej dwójce podwójnej podczas Letnich Igrzysk Olimpijskich w Pekinie.
Hussein Jebur zakwalifikował się wraz z Haiderem Nawzadem na igrzyska w Pekinie dzięki zaproszeniu, przyznanemu pierwotnie reprezentacji Korei Północnej. Iraccy wioślarze trenowali na Tygrysie w centrum Bagdadu.

## Osiągnięcia
- Igrzyska Olimpijskie – Pekin 2008 – dwójka podwójna – 13. miejsce[1].
- Mistrzostwa Świata – Eton 2006 – jedynka wagi lekkiej – 22. miejsce[4].
- Mistrzostwa Świata – Monachium 2007 – jedynka wagi lekkiej – brak[4][5].
- Mistrzostwa Świata – Poznań 2009 – jedynka wagi lekkiej – 24. miejsce[4].